# Wilhelm Lattmann

Wilhelm Lattmann

Wilhelm Lattmann (* 5. Oktober 1864 in Göttingen; † 20. April 1935 in Goslar) war ein deutscher Politiker (DSP, DvP, DNVP).

## Leben und Wirken
Wilhelm Lattmann, der Sohn des Gymnasiallehrers Julius Lattmann (1818–1898), besuchte die Volksschule und das Gymnasium in Clausthal. Nach dem Abitur, das er 1883 ablegte, studierte er Rechtswissenschaften in Tübingen (1883 bis 1885) und Göttingen (1885 bis 1887). Während seines Studiums wurde er 1883 Mitglied der Verbindung Normannia Tübingen (seit 1934 Burschenschaft Normannia Tübingen in der DB). 1892 heiratete er. Aus der Ehe ging unter anderem der spätere General Martin Lattmann hervor, der während des Zweiten Weltkrieges in führender Funktion dem Nationalkomitee Freies Deutschland angehörte. Ein Enkel Lattmanns war der Schriftsteller und SPD-Bundestagsabgeordnete Dieter Lattmann.
Als Jurist brachte Lattmann es bis zum Amtsrichter (Amtsgerichtsrat) am Amtsgericht Schmalkalden.
Politisch begann Lattmann sich in den 1890er Jahren in rechten, antisemitischen Parteien des Kaiserreiches zu betätigen. Im Juni 1903 wurde Lattmann für die Deutschsoziale Partei erstmals in den Reichstag des Kaiserreiches gewählt, in dem er bis zum Januar 1912 den Reichstagswahlkreis Regierungsbezirk Kassel 2 (Kassel-Melsungen) vertrat. Nachdem der langjährige Reichstagsabgeordnete Karl Hermann Förster 1912 gestorben war, bewarb er sich in der Nachwahl am 19. Dezember 1912 um dessen Mandat im Reichstagswahlkreis Reuß älterer Linie. Er kam in der Wahl abgeschlagen mit 1571 Stimmen auf den dritten Platz; das Mandat gewann der Kandidat der SPD Reuß älterer Linie Max Cohen mit 7911 Stimmen, der Nationalliberale und spätere Reichskanzler Gustav Stresemann (5329 Stimmen) erreichte Platz 2.
Daneben war er von 1904 bis 1908 für den Wahlkreis Kassel-Witzenhausen Mitglied des Preußischen Abgeordnetenhauses. Von 1911 bis 1914 amtierte Lattmann als Vorsitzender der Deutschsozialen Partei, dann von 1915 bis 1918 als Vorsitzender der Deutschvölkischen Partei.
Öffentliches Aufsehen erregte Lattmann insbesondere auch als einer der aggressivsten Antisemiten des Kaiserreiches. Als  Reichstagsabgeordneter schloss er sich der Fraktionsgemeinschaft der Wirtschaftlichen Vereinigung an, die Antisemiten- und Bauernparteien umfasste, und hatte zeitweise den Vorsitz ihrer Reichstagsfraktion inne.
Im Reichstag bezog Lattmann unter anderem zur Kolonialpolitik Stellung, in der er „einem vernünftigen Herrenstandpunkt“ das Wort redete: in diesem Sinne insistierte Lattmann, der sich selbst als „Progressiven“ in der Kolonialfrage ansah, dass die Schwarzafrikaner in den deutschen Kolonien – selbst nach einer Bekehrung zum Christentum – den weißen Einwohnern, „vom Standpunkt der Rasse gesehen“, nicht als gleichwertig angesehen werden könnten.
Nach dem Krieg wurde Lattmann Mitglied der Deutschnationalen Volkspartei (DNVP). Im Oktober 1919 zog er für diese im Nachrückverfahren in die Weimarer Nationalversammlung ein, in der er den ausgeschiedenen Abgeordneten Karl Veidt ersetzte.

## Trivia
Lattmann erfuhr eine ungewollte Berühmtheit, als Sigmund Freud ihn in der Psychopathologie des Alltagslebens als ein Beispiel dessen, was heute gemeinhin als Freudscher Versprecher gilt, anführte: Er, Lattmann, trat 1908 im Reichstag für eine Ergebenheitsadresse an Wilhelm II. ein, und wenn man das tue, „[…] so wollen wir das auch rückgratlos tun.“ Nach, laut Sitzungsprotokoll, minutenlanger stürmischer Heiterkeit erklärte der Redner, er habe natürlich rückhaltlos gemeint.

## Schriften
- Die Geschichte und der gegenwärtige Stand des Innungswesens in Deutschland. 1908.
- Die Wahrheit über die Reichsfinanzreform. 1909.
- Die sozialen Aufgaben unseres Volkes im Lichte der Reichstagswahl. 1912.
- Armbrustschiessen und Maienfest im Jahre 1614. Thüringisches Volksfestspiel in 3 Aufzeichnungen. 1914.
- Staatshilfe in Kriegsnot volkstümliche Darstellung der hauptsächlichsten ... 1915.